# علي البارقي
أبي عبد الله علي بن عبد الله البارقي الأزدي (نحو 1 هـ - 91 هـ / 623م - 710م):  تابعي مشهور له إدراك، ذُكر في الصحابة ولا يصح.أدرك زمن النبوة، ورأى ثلاثين من أصحاب الرسول ﷺ، منهم معاذ بن جبل لما بٌعث للدعوة في بلاد اليمن، وفي ذلك قال مجاهد: «عَنْ أَبِي عَبْدِ اللهِ، قَالَ : رَأَيْتُ ثَلَاثِينَ مِنْ أَصْحَابِ النَّبِيِّ ﷺ كُلُّهُمْ يَنْهَى عَنِ الصَّرْفِ، مِنْهُمْ مُعَاذُ بْنُ جَبَلٍ ».وكان أبيه عبد الله بن عمار البارقي صحابي، من رجال علي بن أبي طالب.
وكان عليا فقيها واسع العلم بالقرآن، متعبدا، ناسكا، وفيه يقول مجاهد بن جبر: «كان علي الأزدي يختم القرآن في رمضان في كل ليلة»،وقال منصور بن المعتمر:« كان علي الأزدي يختم فيما بين المغرب والعشاء كل ليلة من رمضان».وقال الذهبي:«وكان - عليا - يختم ثلاثين مرة في رمضان». ثقة صدوق، أخرج له: مسلم، وأصحاب السنن الأربعة.روى عن كبار الصحابة أمثال: معاذ بن جبل، أبو الدرداء الأنصاري،أبو هريرة، عبد الله بن عباس، عبد الله بن عمر، أبو سعيد الخدري، وجابر بن عبد الله الأنصاري.وتكريما له: أطلق اسمه على أحد شوارع وسط العاصمة الأردنية عمّان.

## حياته

عين معاذ بن جبل في محافظة بارق. نسبت لمعاذ، حيث مكث فترة من الزمن بها، يعلم الناس القرآن والسنة النبوية. وكان ممن رأه وتعلم على يده علي بن عبد الله

ولد أبي عبد الله علي بن أبي الوليد عبد الله بن عمار بن عبد يغوث في حدود السنة الأولى من الهجرة النبوية، الموافق لسنة 623 من الميلاد، ينتهي نسبه إلى بارق بن حارثة بن عمرو مزيقياء، ومزيقياء من ملوك العرب في الجاهلية البعيدة.نشأ علي البارقي في بيت شرف ورياسة، فجد أبيه عبد يغوث من الأشراف الرؤساء في الجاهلية، وعم أبيه الحارثُ بن عبد يغوث أيضاً من أشراف العرب قبل الإسلام.
كان لأبيه أبي الوليد عبد الله بن عمار بن عبد يغوث صحبة.أيفع عليا في بارق وتربى بها، وعاش مراهقة حياته فيها. وفي التاسعة من الهجرة النبوية، بعث النبي ﷺ معاذ بن جبل إلى اليمن لنشر الدعوة في القبائل اليمنية، ونزل معاذ في طريقة إلى اليمن ببلاد بارق، ومكث مدة فيها يعلم القرآن والسنة، فتعلم على يده علي البارقي وهو غلاماً، وفي ذلك قال مجاهد: «عَنْ أَبِي عَبْدِ اللهِ، قَالَ : رَأَيْتُ ثَلَاثِينَ مِنْ أَصْحَابِ النَّبِيِّ ﷺ كُلُّهُمْ يَنْهَى عَنِ الصَّرْفِ، مِنْهُمْ مُعَاذُ بْنُ جَبَلٍ ».
هاجرت عائلته وسبعمائة من قومه من بلاد بارق سنة 14 هـ إلى العراق، وكانوا طليعة جيش سعد بن أبي وقاص، قال الطبري: «خرج سعد بن أبي وقاص من المدينة قاصدا العراق في أربعة آلاف، ثلاثة ممن قدم عليه من اليمن والسراة وعلى أهل السروات حميضة بن النعمان بن حميضة البارقي وهم بارق».وكان علي البارقي قد راهق حينما هاجروا حيث بلغ نحو أربع عشرة سنة، ثم نزلوا الكوفة عند تأسيسها سنة 17 هـ، وخطوا مع سعد بن أبي وقاص فيها خطة لهم، فكانوا خير منبع لتعاليم الإسلام الأصيلة، ولذلك نجد الذهبي يقول:«علي بن عبد الله الأزدي الكوفي البارقي».
في الثلاثين من عمره انصرف أبو عبد الله إلى العلم، وصار يختلف إلى حلقات العلماء، لمذاكرة الأحاديث النبوية وروايتها، وحلقات لاستنباط الفقه من الكتاب والسنة، والفتيا فيما يقع من الحوادث. وكان يحج إلى مكة، ويتردد على مكة حاجًا في أوقات متباعدة، فلقي في أحد حجاته الصحابي الجليل أبو الدرداء الأنصاري الحاج من الشام إلى مكة، وروى عنه.وفي أحد حجاته نحو سنة 55 هـ سمع من: أبو هريرة. وفي حدود سنة 67 هـ استقر في مكة لفترة من الزمن وسمع: ابن عباس، وجابر بن عبد الله، عبيد بن عمير الليثي، وطائفة. ولكنه لازم الصحابي الجليل عبد الله بن عمر وروى عنه كثيراً. ولذلك نجد بعض المصادر تذكره بالمكي، قال العجلي:«علي الأزدي: مكي، تابعي، ثقة».وروى عنه الكثير من المكيون أمثال: مجاهد بن جبر المكي، القاضي أبو الزبير المكي، وابن كثير المكي، عبد الله بن عثمان بن خثيم المكي، وعبد الله بن عبد الرحمن بن أبي حسين المكي. وأخذ عنه من المدنيون: موسى بن عقبة المدني، ويحيى بن أبي كثير المدني، وطائفة.
وفي حدود سنة 74 هـ عاد أبي عبد الله إلى الكوفة، واستقر بها بقية عمره، فحدث عنه من أهل العراق: يوسف بن سعد الجمحي،يعلى بن عطاء، قتادة بن دعامة، إبراهيم بن أبي دليلة الكوفي،شعيب بن الحبحاب، منصور بن المعتمر، حميد الطويل، غيلان بن جرير، حكيم بن دريم، وأبو بشر جعفر بن أبي إياس.ويقال أن يعلى بن عطاء ومنصور بن المعتمر لم يدركا أبي عبد الله إنما كانوا يروون عنه بواسطة، فالأول بواسطة إبراهيم بن أبي دليلة،
والثاني بواسطة يونس بن سعد.

## روايته للحديث النبوي
- روى عن: معاذ بن جبل، أبو الدرداء الأنصاري، أبو هريرة، عبد الله بن عباس، عبد الله بن عمر، جابر بن عبد الله،[معلومة 2] وعبيد بن عمير الليثي.[32]
- روى عنه: مجاهد بن جبر، أبو الزبير المكي، ابن كثير المكي، يعلى بن عطاء، قتادة بن دعامة، يحيى بن أبي كثير، عثمان بن أبي سليمان النوفلي، غيلان بن جرير، محمد بن الحارث بن سفيان المكي، أبو بشر جعفر بن إياس، كثير بن كثير بن المطلب، منصور بن المعتمر، موسى بن عقبة، حميد الطويل.[39]

## بعض ما روى
- قال موسى بن عقبة عن علي بن عبد الله الأزدي عن أبي الدرداء  قال: سمعت رسول ﷺ يقول: قال الله: ﴿ثُمَّ أَوْرَثْنَا الْكِتَابَ الَّذِينَ اصْطَفَيْنَا مِنْ عِبَادِنَا فَمِنْهُمْ ظَالِمٌ لِنَفْسِهِ وَمِنْهُمْ مُقْتَصِدٌ وَمِنْهُمْ سَابِقٌ بِالْخَيْرَاتِ بِإِذْنِ اللَّهِ ذَلِكَ هُوَ الْفَضْلُ الْكَبِيرُ ۝٣٢﴾ [فاطر:32]، فأما الذين سبقوا فأولئك الذين يدخلون الجنة بغير حساب، وأما الذين اقتصدوا فأولئك يحاسبون حسابا يسيرا، وأما الذين ظلموا أنفسهم فأولئك الذين يحبسون في طول المحشر، ثم هم الذين تلافاهم برحمته، فهم الذين يقولون:﴿الَّذِي أَحَلَّنَا دَارَ الْمُقَامَةِ مِنْ فَضْلِهِ لَا يَمَسُّنَا فِيهَا نَصَبٌ وَلَا يَمَسُّنَا فِيهَا لُغُوبٌ ۝٣٥﴾ [فاطر:35].[28][29][30]
- جاء في صحيح مسلم بسنده عن أبو الزبير المكي قال:«أَنَّ عَلِيًّا الأَزْدِيَّ، أَخْبَرَهُ أَنَّ ابْنَ عُمَرَ عَلَّمَهُمْ أَنَّ رَسُولَ اللَّهِ صلى كَانَ إِذَا اسْتَوَى عَلَى بَعِيرِهِ خَارِجًا إِلَى سَفَرٍ كَبَّرَ ثَلاَثًا ثُمَّ قَالَ " سُبْحَانَ الَّذِي سَخَّرَ لَنَا هَذَا وَمَا كُنَّا لَهُ مُقْرِنِينَ وَإِنَّا إِلَى رَبِّنَا لَمُنْقَلِبُونَ اللَّهُمَّ إِنَّا نَسْأَلُكَ فِي سَفَرِنَا هَذَا الْبِرَّ وَالتَّقْوَى وَمِنَ الْعَمَلِ مَا تَرْضَى اللَّهُمَّ هَوِّنْ عَلَيْنَا سَفَرَنَا هَذَا وَاطْوِ عَنَّا بُعْدَهُ اللَّهُمَّ أَنْتَ الصَّاحِبُ فِي السَّفَرِ وَالْخَلِيفَةُ فِي الأَهْلِ اللَّهُمَّ إِنِّي أَعُوذُ بِكَ مِنْ وَعْثَاءِ السَّفَرِ وَكَآبَةِ الْمَنْظَرِ وَسُوءِ الْمُنْقَلَبِ فِي الْمَالِ وَالأَهْلِ ».[15]ورواه أصحاب السنن وأحمد بن حنبل.[40][41][42]
- قال يعلى بن عطاء أنه سمع عليا الأزدي يحدث أنه سمع ابن عمر يحدث عَنِ النبي ﷺ أنه قال: « صَلَاةُ اللَّيْلِ وَالنَّهَارِ مَثْنَى مَثْنَى».[43][44][45][46]
- قال يعلى بن عطاء سمعت علي بن عبد الله البارقي يحدث عن ابن عمر وأبي سعيد الخدري قالا: «قال رسول الله صَلَّى اللهُ عَلَيْهِ وَسَلَّمَ: صلاة الليل والنهار مثنى مثنى».[47]
- قال أبو الزبير المكي عن علي بن عبد الله البارقي عن ابن عمر قال: «أَنَّ النَّبِيَّ - صَلَّى اللهُ عَلَيْهِ وَسَلَّمَ - كَانَ إِذَا رَجَعَ مِنْ سَفَرٍ قَالَ : آيِبُونَ إِنْ شَاءَ اللهُ تَائِبُونَ عَابِدُونَ ، لِرَبِّنَا حَامِدُونَ .».[48]
- قال محمد بن الحارث بن سفيان المكي عن علي الأزدي عن أبي هريرة  قال: «إنا لنجد في كتاب الله: أنّ حد المسجد الحرام من الحزورة إلى المسعى».[49]
- قال يحيى بن أبي كثير عَنِ علي الأزدي عن ابن عباس قال: «إِنَّ أَبْغَضَ الْأُمُورِ إِلَى اللهِ الْبِدَعُ ، وَإِنَّ مِنَ الْبِدَعِ الِاعْتِكَافَ فِي الْمَسَاجِدِ الَّتِي فِي الدُّورِ».[50]
- قال يحيى بن أبي كثير عَنِ علي الأزدي قال: سألت ابن عباس عن الجهاد، فقال: «أَلَا أَدُلُّكَ عَلَى مَا هُوَ خَيْرٌ لَكَ مِنَ الْجِهَادِ؟ تَبْنِي مَسْجِدًا تُعَلِّمُ فِيهِ الْقُرْآنَ وَسُنَنَ النَّبِيِّ صَلَّى اللَّهُ عَلَيْهِ وَسَلَّمَ وَالْفِقْهَ فِي الدِّينِ».[51]
- عن قتادة بن دعامة عن علي البارقي قال: «أتتني امرأة تستفتيني فقلت لها هذا ابن عمر فاتبعته تسأله واتبعتها أسمع ما يقول قالت أفتني في الحرير قال نهى عنه رسول الله صلى الله عليه وسلم».[52]
- قال عثمان بن أبي سليمان النوفلي عن علي الأزدي عن عبيد بن عمير الليثي عن عبد الله بن حبشي الخثعمي قال: «أن النبي صلى الله عليه وسلم سئل أي الأعمال أفضل فقال إيمان لا شك فيه وجهاد لا غلول فيه وحجة مبرورة».[53][54][55]

### هوامش
1. ↑  يونس بن سعد الذي ذكره ابن حبان وأبو حاتم الرازي هو تصحيف وتحريف يوسف بن سعد وهو من تلاميذ علي بن عبد الله المعروفين.
2. ↑  قال أبو حاتم الرازي:«على الأسدي روى عن جابر بن عبد الله روى خالد بن يزيد عن سعيد بن أبي هلال عن رجل عنه، ثنا عبد الرحمن قال سمعت أبي يقول ذلك ويقول هو مجهول». والصواب ليس مجهولاً إنما هو علي الأزدي، والأسدي بفتح الهمزة وتسكين السين لغة هو الأزدي. (انظر: الجرح والتعديل 209/6)، (انظر: هدي القاصد إلى أصحاب الحديث الواحد 399/3). نسخة محفوظة 2022-02-21 على موقع واي باك مشين.